# Universidad Europea del Atlántico
Die Universidad Europea del Atlántico (UNEATLANTICO, deutsch Europäische Atlantische Universität) ist eine 2013 gegründete spanische Privatuniversität mit Standort im Technologiepark von Cantabria (PCTCAN) in Santander (Kantabrien).
Am 29. September 2014 wurde die Universität mit 350 Studenten und acht Studiengängen eröffnet.
Alle Studienpläne sind nach den Richtlinien der Bologna-Kriterien organisiert. Das Zentrum für angewandte Forschung und Technologie Cantabrias ist von der Universität abhängig.

## Campus
Das Gebäude der Universität im Technologiepark von Cantabria (PCTCAN) hat 16.500 m2.
Die Universität verfügt über modernste Einrichtungen: eine Tiefgarage, einen Ausstellungsraum mit Kapazität für 400 Personen, eine Bibliothek, Computerräume, Labore, eine Turnhalle und eine Cafeteria.
Der Ausstellungsraum der Universität wurde am 13. April 2015 mit 100 Farbholzstichen von Salvador Dalí eröffnet.
Rund 16,5 Millionen Euro Eigenkapital wurden in dieses Projekt investiert, davon 14,5 Millionen im Gebäude und 2 Millionen im Zentrum für angewandte Forschung und Technologie Kantabrien.

## Studium

### Bachelor-Studiengänge
Fakultät für Sport- und Gesundheitswissenschaften
- Sportwissenschaft
- Ernährung und Diätetik
- Lebensmittelwissenschaften und ‐technologie

Technische Fakultät
- Agrar- und  Ernährungswirtschaft
- Informatik
- BWL-Industrie

Fakultät für Geistes- und Sozialwissenschaften
- Betriebsverwaltung und -leitung
- Übersetzen und Dolmetschen
- Angewandte Sprachen
- Journalistik und Kommunikationswissenschaft
- Werbung und Public Relations
- Audiovisuelle Kommunikation
- Psychologie

### Masterstudiengänge
Fakultät für Sport- und Gesundheitswissenschaften
- Ernährung und Gesundheit
- Bewegung und Gesundheit

Technische Fakultät
- Umwelt- und Nachhaltigkeitsmanagement
- Projektmanagement
- Strategisches Management
- Arbeitssicherheit und Gesundheitsschutz
- Integrated Management: Umwelt, Qualität und Prävention

Fakultät für Geistes- und Sozialwissenschaften
- Konfliktberatung und Mediation
- Human Resources Management
- Business Administration.
- Angewandte Linguistik: Englisch als Fremdsprache
- Angewandte Linguistik: Spanisch als Fremdsprache
- Kommunikationswissenschaften
- Marketing Management

## Bildergalerie

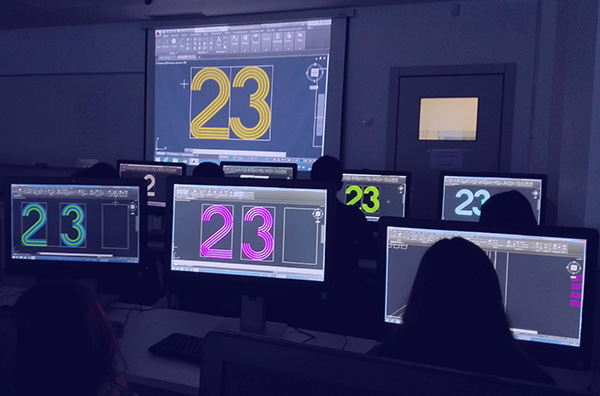
Klassenzimmer
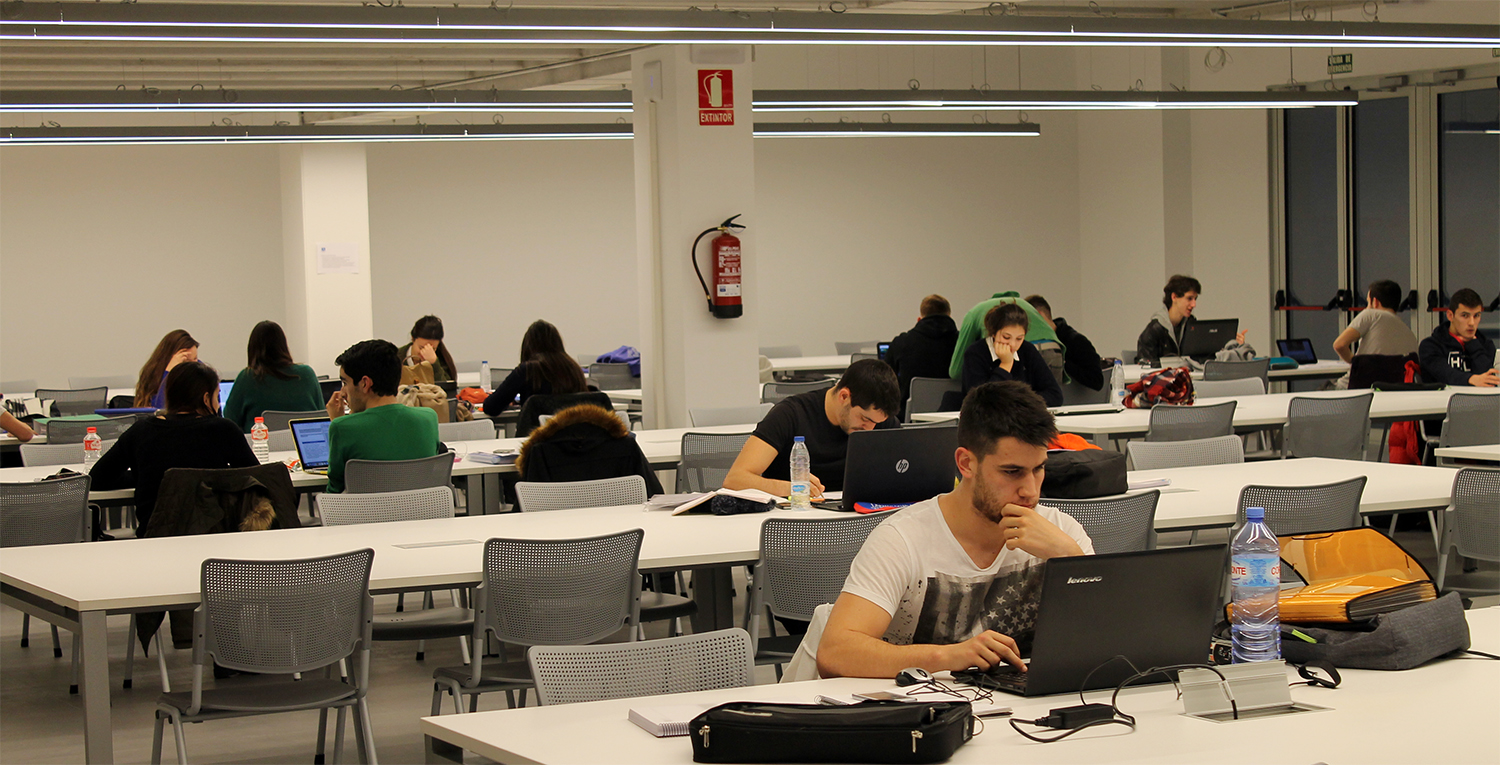
Bibliothek
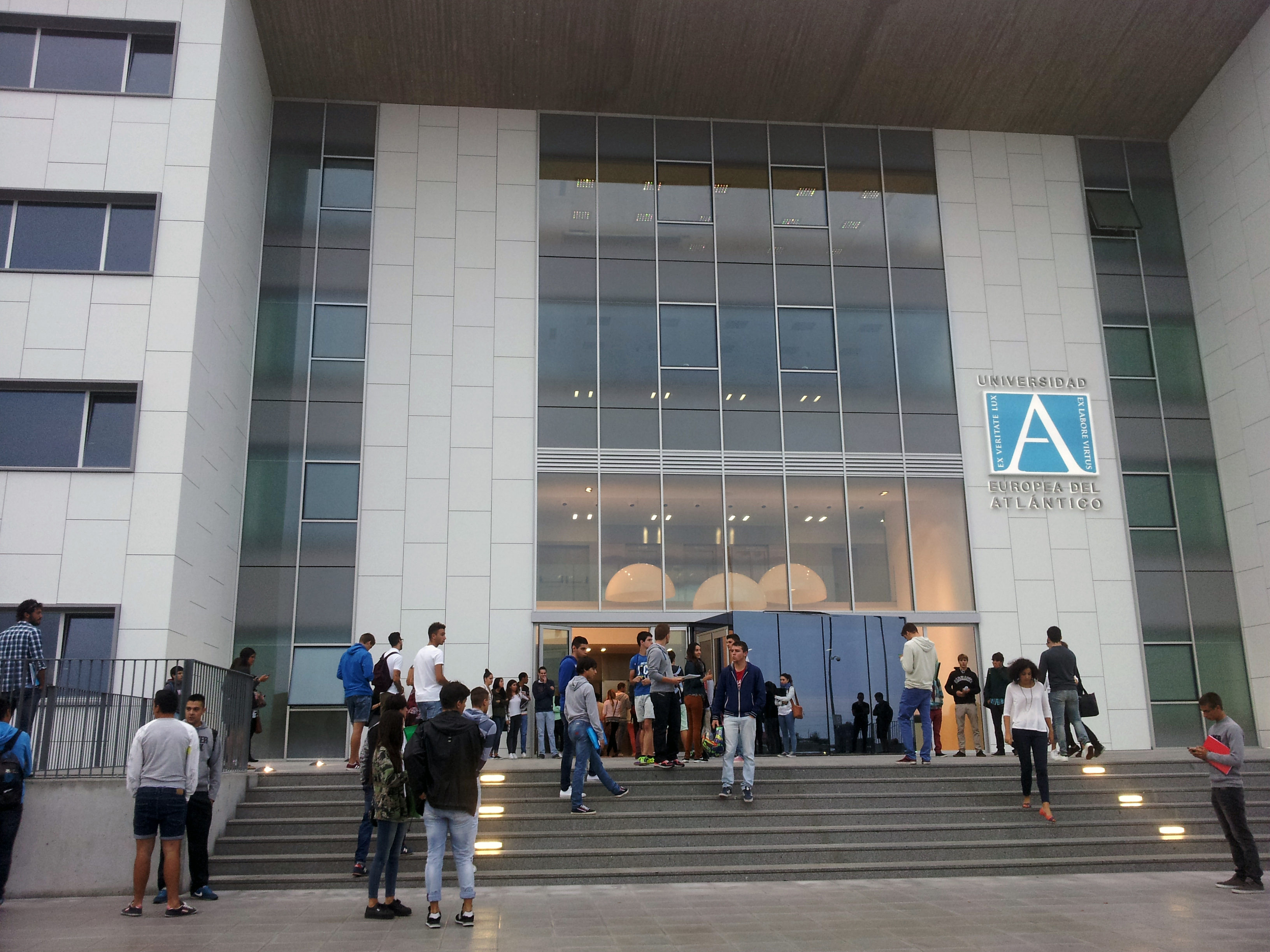
Nordfassade
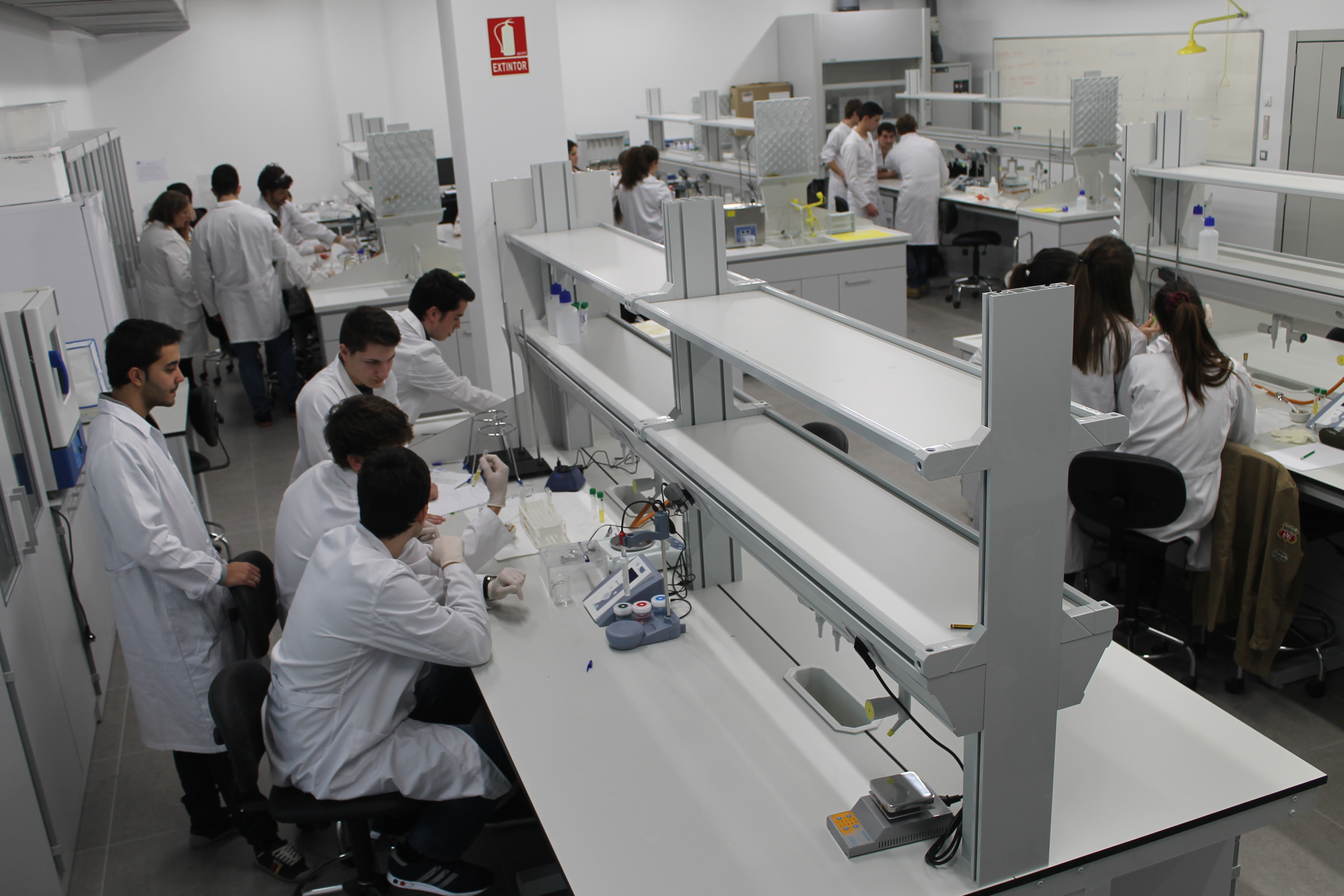
Laboratorien
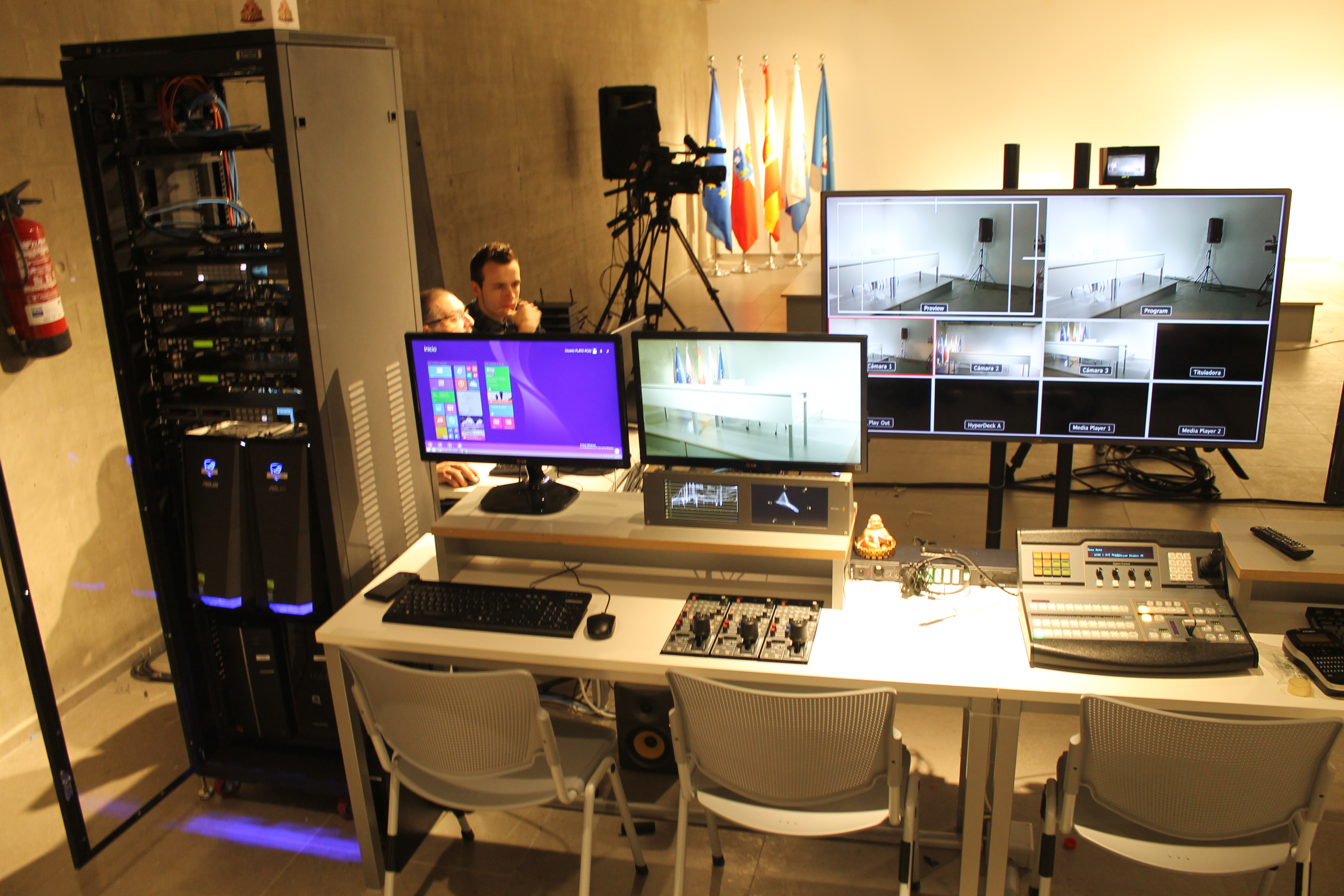
TV-Studio
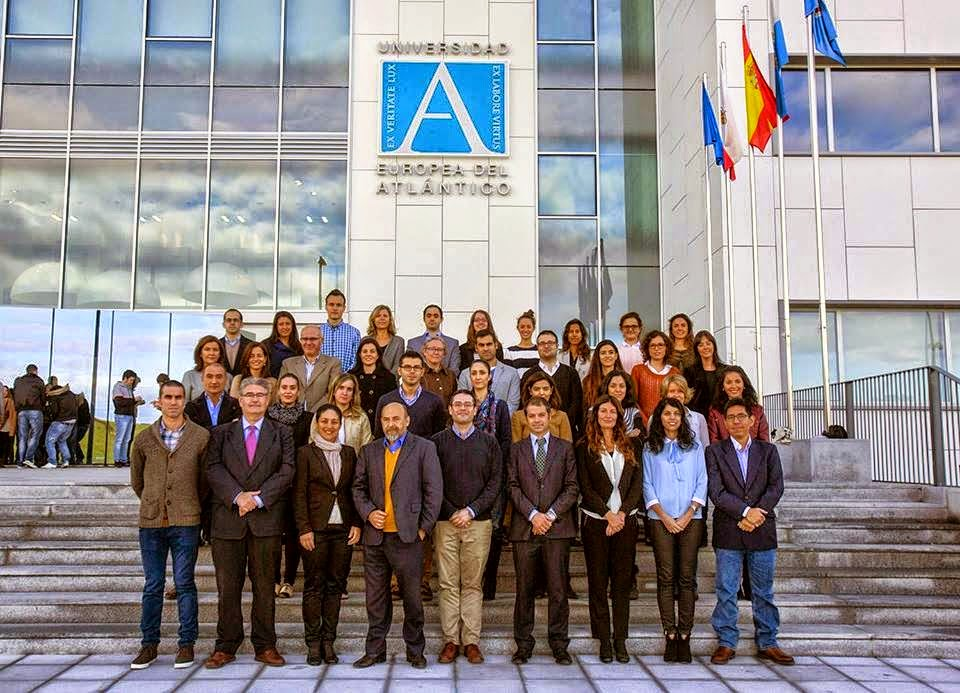
Hochschulmitarbeiter
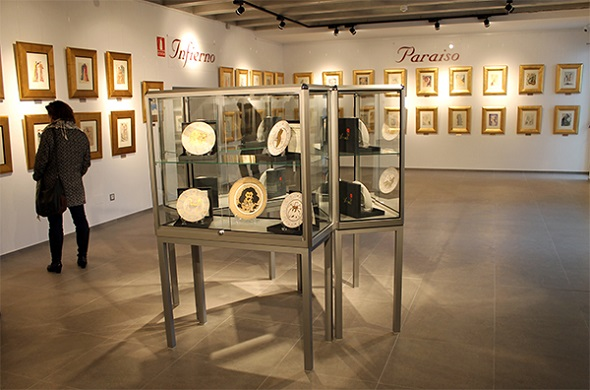
Ausstellungsraum